# Edward Connelly
Pour les articles homonymes, voir Connelly.
Edward J. Connelly (le plus souvent crédité Edward Connelly) est un acteur américain, né le 30 décembre 1858 à New York (État de New York), mort le 21 novembre 1928 à Los Angeles — Quartier d'Hollywood (Californie).

## Biographie

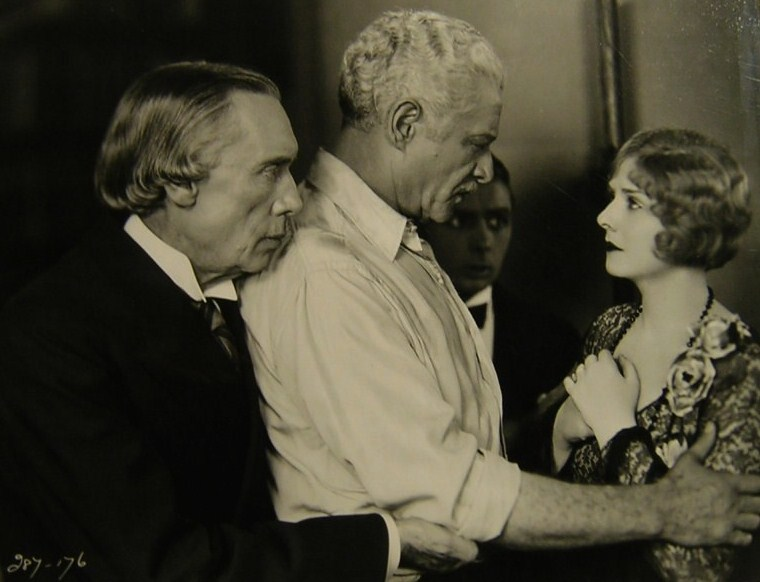
À gauche, avec Lewis Stone (au centre) et Alice Terry, dans Le Prisonnier de Zenda (1922)

Edward Connelly débute au théâtre en 1883 et se produit notamment en tournées, entre autres dans le répertoire du vaudeville. Il joue à Broadway (New York) à partir de 1900, dans une comédie musicale (sa première prestation), une revue, deux opérettes et quatre pièces. Sa carrière à Broadway se referme en 1918 sur Le Canard sauvage d'Henrik Ibsen, aux côtés de Lionel Atwill et Alla Nazimova.
Au cinéma, il débute en 1914 dans Un bon petit diable d'Edwin S. Porter, adaptation de la pièce éponyme qu'il venait de créer à Broadway en 1913 — avec Mary Pickford et Ernest Truex, tous trois reprenant à l'écran leurs rôles respectifs —. En tout, Edward Connelly contribue à soixante-dix films américains, exclusivement durant la période du muet et majoritairement produits par la Metro-Goldwyn-Mayer (la Metro Pictures Corporation avant 1924). Son dernier film, tourné en 1928, sort en mai 1929, quelques mois après sa mort.
Parmi ses autres films notables, mentionnons Les Quatre Cavaliers de l'Apocalypse (version de 1921, avec Rudolph Valentino et Alice Terry) et Le Prisonnier de Zenda (version de 1922, avec Lewis Stone et Alice Terry), tous deux réalisés par Rex Ingram, La Veuve joyeuse d'Erich von Stroheim (version de 1925, avec Mae Murray et John Gilbert), Bardelys le magnifique de King Vidor (1926, avec John Gilbert et Eleanor Boardman), ou encore La Belle Ténébreuse de Fred Niblo (1928, avec Greta Garbo et Conrad Nagel).

## Théâtre (sélection)
(pièces, sauf mention contraire)
- 1900 : La Belle de New York (The Belle of New York), comédie musicale, musique de Gustave Kerker, livret d'Hugh Morton
- 1903-1904 : Babette, opérette, musique de Victor Herbert, livret de Harry B. Smith
- 1904 : Bird Center de Glen MacDonough
- 1906 : Twiddle-Twaddle, revue, musique de Maurice Levi, lyrics et livret d'Edgar Smith (en), avec Marie Dressler
- 1909-1910 : Die Dollarprinzessin (The Dollar Princess), opérette, musique de Leo Fall, livret d'Alfred Maria Willner et Fritz Grünbaum, adapté par George Grossmith Jr.
- 1913 : Un bon petit diable (A Good Little Devil) de Rosemonde Gérard et Maurice Rostand (d'après le roman éponyme de la comtesse de Ségur), adaptation d'Austin Strong, avec Mary Pickford, Ernest Truex, Etienne Girardot, Lillian Gish
- 1918 : Le Canard sauvage (The Wild Duck) d'Henrik Ibsen, avec Lionel Atwill, Alla Nazimova, Amy Veness

## Filmographie partielle

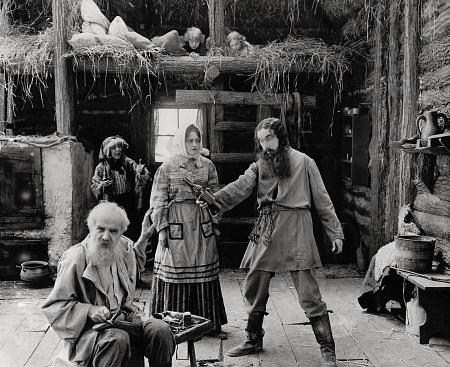
La Chute des Romanov (1917)
À droite, dans le rôle de Raspoutine

- 1914 : Un bon petit diable (A Good Little Devil) d'Edwin S. Porter
- 1915 : The Devil de Reginald Barker et Thomas H. Ince
- 1915 : Marse Covington d'Edwin Carewe
- 1917 : The Great Secret (it) de Christy Cabanne
- 1917 : La Chute des Romanov (The Fall of the Romanoffs) d'Herbert Brenon
- 1918 : Toys of Fate de George D. Baker
- 1919 : The Parisian Tigress d'Herbert Blaché
- 1919 : False Evidence d'Edwin Carewe
- 1919 : La Lanterne rouge (The Red Lantern) d'Albert Capellani
- 1919 : The Lion's Den (en) de George D. Baker
- 1919 : Une idylle dans la tourmente (The World and Its Woman) de Frank Lloyd
- 1919 : L'Express 330 (Easy to make Money) d'Edwin Carewe
- 1919 : In Old Kentucky de Marshall Neilan
- 1920 : Cinderella's Twin de Dallas M. Fitzgerald
- 1920 : Shore Acres de Rex Ingram
- 1920 : Ce crétin de Malec (The Saphead), de Herbert Blaché
- 1920 : La Légende du saule (The Willow Tree) de Henry Otto
- 1921 : Eugénie Grandet (The Conquering Power) de Rex Ingram
- 1921 : La Dame aux camélias (Camille) de Ray C. Smallwood
- 1921 : Les Quatre Cavaliers de l'Apocalypse (The Four Horsemen of the Apocalypse) de Rex Ingram
- 1921 : The Last Card de Bayard Veiller
- 1922 : Red Hot Romance de Victor Fleming
- 1922 : Les Bons Larrons (Turn to the Right) de Rex Ingram
- 1922 : Seeing's Believing de Harry Beaumont
- 1922 : Le Suprême Rendez-vous (Trifling Women) de Rex Ingram
- 1922 : Love in the Dark de Harry Beaumont
- 1922 : Le Prisonnier de Zenda (The Prisoner of Zenda) de Rex Ingram
- 1922 : Le Bac tragique (Quincy Adams Sawyer) de Clarence G. Badger
- 1923 : La Peau de chagrin (Slave of Desire) de George D. Baker
- 1923 : Her Fatal Millions de William Beaudine
- 1923 : Desire de Rowland V. Lee
- 1923 : Scaramouche de Rex Ingram
- 1924 : Sinners in Silk d'Hobart Henley
- 1924 : Revelation de George D. Baker
- 1924 : The Goldfish de Jerome Storm
- 1924 : The Beauty Prize de Lloyd Ingraham
- 1925 : Le Club des trois (The Unholy Three) de Tod Browning
- 1925 : The Only Thing de Jack Conway
- 1925 : La Veuve joyeuse (The Merry Widow) d'Erich von Stroheim
- 1925 : The Denial d'Hobart Henley
- 1925 : Sun-Up d'Edmund Goulding
- 1925 : La Tour des mensonges (The Tower of Lies) de Victor Sjöström
- 1926 : Le Torrent (Torrent) de Monta Bell
- 1926 : Tom, champion du stade (Brown of Harvard) de Jack Conway
- 1926 : Bardelys le magnifique (Bardelys the Magnificent) de King Vidor
- 1927 : Anna Karénine (Love) d'Edmund Goulding
- 1927 : Le Prince étudiant (The Student Prince in Old Heidelberg) d'Ernst Lubitsch et John M. Stahl
- 1927 : Les Écumeurs du Sud (Winners of the Wilderness) de W. S. Van Dyke
- 1927 : La Morsure (The Show) de Tod Browning
- 1927 : Lovers ? de John M. Stahl
- 1928 : Un soir à Singapour (Across to Singapore) de William Nigh
- 1928 : Le Suprême Rendez-vous (Forbidden Hours) de Harry Beaumont
- 1928 : La Belle Ténébreuse (The Mysterious Lady) de Fred Niblo
- 1928 : Brotherly Love de Charles Reisner
- 1929 : The Desert Rider (en) de Nick Grinde